# Avenida Vergara
La avenida Gobernador Vergara es una de las principales calles del partido de Hurlingham, provincia de Buenos Aires, Argentina.

## Características
La avenida cruza transversalmente las tres localidades del municipio, Villa Tesei, Hurlingham y William C. Morris.
Durante 1 km de su recorrido, corresponde a la Ruta Provincial 4 también conocida como Camino de Cintura.
En sus inmediaciones se encuentran los centros comerciales de las ciudades de Hurlingham y Villa Tesei.
Hasta antes de la separación del partido de Hurlingham del de Morón en 1995, la avenida recorría esta última parte, hasta que su nombre fue cambiado por el de Boulevard General Juan Manuel de Rosas.

## Recorrido
La avenida inicia su recorrido desde la numeración 1.001 en la Ciudad de Villa Tesei desde la Autopista Acceso Oeste. Esta área es de gran movimiento vehicular y peatonal, al ubicarse en este sector el Plaza Oeste Shopping y por estar, a la vez, en cercanías del centro comercial de la ciudad de Morón.
La avenida recorre en sentido norte siendo doble mano. Durante parte de este trayecto a través de Villa Tesei, forma parte de la Ruta Provincial 4, hasta que a la altura 1800 se desprende hacia la derecha la Avenida Camargo, continuando como la RP 4.
 En la avenida se encuentran cientos de negocios, el Hipermercado Carrefour y el Sodimac Homecenter, los dos centros comerciales más grandes de Villa Tesei.
Siguiendo su curso hacia el norte, se adentra en la localidad cabecera del partido, la ciudad de Hurlingham. A la altura 3.800 cruza la Avenida Jauretche, una importante arteria vial del centro de la ciudad; a 300 m de este cruce, se encuentran las estaciones de ferrocarril Hurlingham y Rubén Darío. Siguiendo su recorrido, a la altura 4.200 cruza las líneas férreas del Ferrocarril San Martín Metropolitano y del Ferrocarril Urquiza Interurbano.
Dejando el centro de Hurlingham, cruza la Avenida Teniente General Julio Argentino Roca correspondiente a la Ruta Provincial 201, en inmediaciones de este cruce, también conocido como Kilómetro 18, se encuentra la estación Ejército de los Andes del Ferrocarril Urquiza Metropolitano.
Más adelante transcurre por el sector este de la ciudad de William C. Morris. A la altura de la estación ferroviaria Juan B. de La Salle, cruza las vías del Ferrocarril Urquiza Metropolitano de la cual fue paralela durante gran parte del recorrido por esta última ciudad.
Termina en la numeración 6.100 en el Camino del Buen Ayre y el Río Reconquista, donde desde el siglo XVII se encontraba el llamado Paso Morales.

## Toponimia
Recibe el nombre de Valentín Vergara quien fuera Gobernador de la Provincia de Buenos Aires de 1926 a 1930.
- Datos: Q5714140
- Multimedia: Avenida Vergara / Q5714140